# Amtsgericht Lichtenau (Westfalen)
Das Amtsgericht Lichtenau war von 1879 bis 1932 ein Amtsgericht mit Sitz in der Stadt Lichtenau im Kreis Büren in Westfalen.

## Geschichte
In Lichtenau bestand von 1849 bis 1879 die Gerichtskommission Lichtenau des Kreisgerichts Paderborn.
Im Rahmen der Reichsjustizgesetze wurden 1879 reichsweit einheitlich Oberlandes-, Land- und Amtsgerichte gebildet.
Das königlich preußische Amtsgericht Lichtenau wurde mit Wirkung zum 1. Oktober 1879 als eines von 17 Amtsgerichten im Bezirk des Landgerichtes Paderborn im Bezirk des Oberlandesgericht Hamm gebildet. Der Sitz des Gerichts war die Stadt Lichtenau.
Sein Gerichtsbezirk umfasste aus dem Kreis Büren das Amt Lichtenau und aus dem Amt Atteln die Gemeindebezirke Atteln, Etteln, Helmern, Henglarn und Husen.
Am Gericht bestand 1880 eine Richterstelle. Das Amtsgericht war damit ein kleines Amtsgericht im Landgerichtsbezirk.
In Folge der Weltwirtschaftskrise wurden 60 Amtsgerichte als Folge von Sparverordnungen aufgehoben. Mit der Verordnung über die Aufhebung von Amtsgerichten vom 30. Juli 1932 wurde das Amtsgericht Lichtenau zum 30. September 1932 aufgehoben und sein Sprengel dem Amtsgericht Paderborn zugeordnet.